# Pennoni di San Pietroburgo

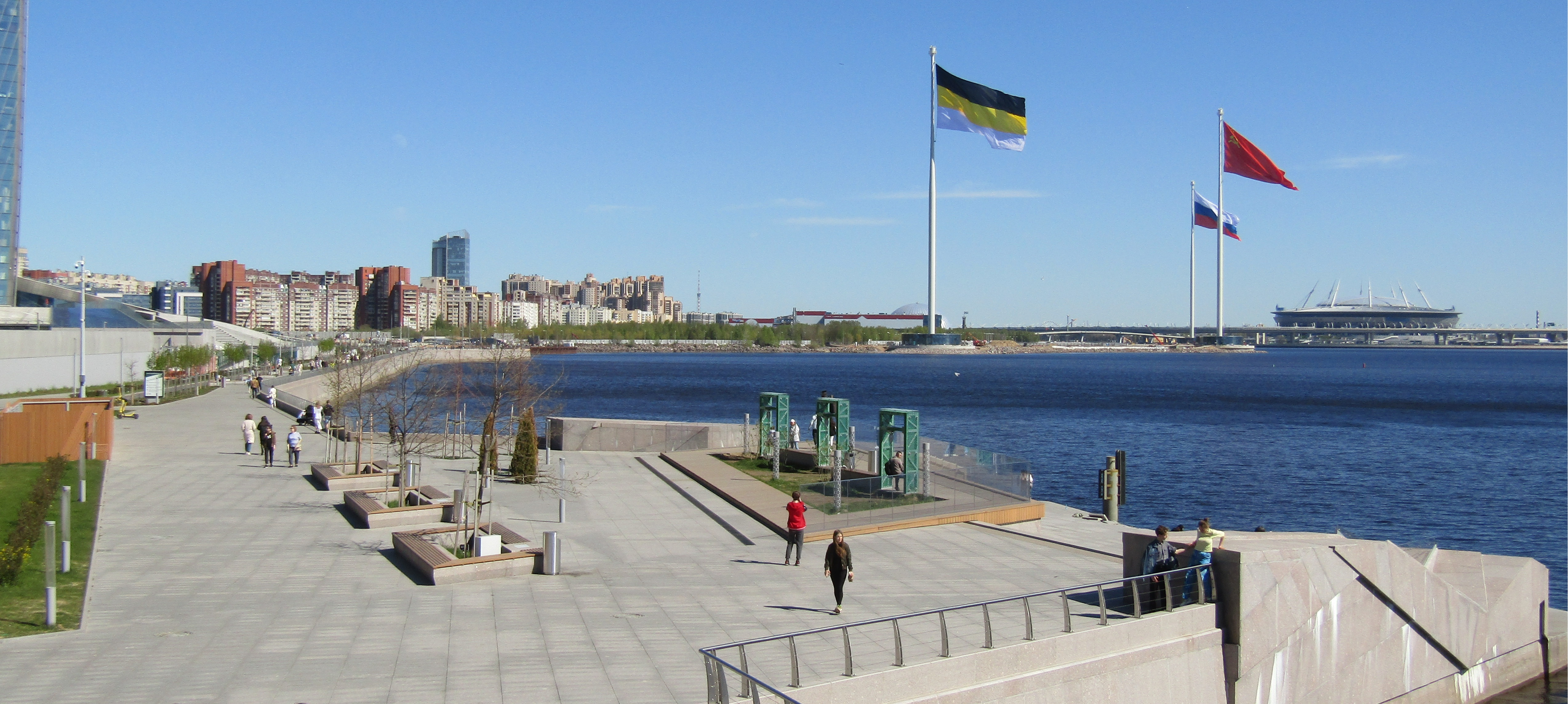
Foto dei tre pennoni di San Pietroburgo.

I Pennoni di San Pietroburgo sono i terzi pennoni più alti del mondo, con i loro 175 metri di altezza.
Situati nel Parco del 300° anniversario di San Pietroburgo, vicino al Lakhta-Centr e alla Gazprom Arena, sono stati inaugurati nel giugno 2023. Le bandiere issate sulle tre aste sono l'attuale bandiera della Russia, la bandiera dell'Impero russo (sotto la dinastia dei Romanov) e la bandieradell'Unione Sovietica.
L'alzabandiera ha segnato i seguenti anniversari:
- Il 330° anniversario del tricolore di Pietro il Grande
- I 165 anni della bandiera dell'Impero Russo dello Zar Alessandro II
- I 100 anni dall'istituzione della Bandiera Rossa

Il progetto è stato realizzato da Gazprom, società a maggioranza statale, la cui sede centrale si trova proprio nelle vicinanze del Lakhta-Centr.